# Relations entre la France et la Lettonie
Les relations entre la France et la Lettonie sont des relations internationales s'exerçant au sein de l'Union européenne entre deux États membres de l'Union, la République française et la République de Lettonie. Elles sont structurées par deux ambassades, l'ambassade de France en Lettonie et l'ambassade de Lettonie en France.